# Arctopsyche arcuata
Arctopsyche arcuata är en nattsländeart som beskrevs av Schmid 1968. Arctopsyche arcuata ingår i släktet Arctopsyche och familjen ryssjenattsländor. Inga underarter finns listade i Catalogue of Life.